# مشاركات الأردن في الألعاب البارالمبية
حرص الأردن على التواجد منذ عام 1984 في دورات الألعاب البارالمبية وتاليا سجل شرف المشاركة الأردنية في هذه الألعاب: حيث كان نصيب الأردن 12 ميدالية ملونة (1 ذهب، 6 فضة و5 برونز)، سجلها مها البرغوثي، الراحلة عايدة الشيشاني، ختام أبو عوض، فاطمة العزام، ثروت الحجاج، عماد الغرباوي، جميل الشبلي، عمر قرادة، معتز الجنيدي.

## الميداليات
| الميدالية | الاسم                                  | اللعبة             | الرياضة     | الحدث                    |
| --------- | -------------------------------------- | ------------------ | ----------- | ------------------------ |
| برونزية   | عيدا الشيشاني                          | ستوك ماندفيل 1984  | ألعاب القوى | سباق ال 200متر - سيدات   |
| فضية      | عماد الغرباوي                          | اتلانتا 1996       | ألعاب القوى | رمي الكرة الحديدة للرجال |
| ذهبية     | مها البرغوثي                           | سدني 2000          | تنس الطاولة | فردي - سيدات             |
| فضية      | جميل الشبلي                            | أثينا 2004         | ألعاب القوى | قذف الثقل للرجال         |
| برونزية   | ختام أبو عوض مها البرغوثي فاطمة العزام | أثينا 2004         | تنس الطاولة | جماعي - سيدات            |
| فضية      | جميل الشبلي                            | بكين 2008          | ألعاب القوى | رمي الكرة الحديدة للرجال |
| فضية      | عمر قرادة                              | بكين 2008          | رفع الأثقال | رجال وزن 49 كغم          |
| برونزية   | معتز الجنيدي                           | بكين 2008          | رفع الأثقال | رجال وزن 75 كغم          |
| برونزية   | ختام أبو عوض مها البرغوثي فاطمة العزام | بكين 2008          | تنس الطاولة | فرق السيدات 4-5          |
| فضية      | عمر قرادة                              | ريو دي جانيرو 2016 | رفع الأثقال | رجال وزن 49 كغم          |
| فضية      | ثروت الحجاج                            | ريو دي جانيرو 2016 | رفع الأثقال | سيدات وزن 86 كغم         |
| برونزية   | جميل الشبلي                            | ريو دي جانيرو 2016 | رفع الأثقال | رجال وزن +107 كغم        |